# Râul Berivoi
Râul Berivoi este un afluent al râului Racovița. 